# Makoto Ninomiya
Makoto Ninomiya (jap. 二宮真琴 Ninomiya Makoto; ur. 28 maja 1994 w Hiroszimie) – japońska tenisistka, finalistka French Open 2018 w grze podwójnej, medalistka igrzysk azjatyckich.

## Kariera tenisowa
W zawodach cyklu WTA Tour Japonka wygrała sześć turniejów w grze podwójnej z czternastu rozegranych finałów. Triumfowała też w jednym deblowym turnieju kategorii WTA 125.
W karierze wygrała jeden turniej singlowy i dwadzieścia jeden deblowych rangi ITF. 22 lutego 2016 zajmowała najwyższe miejsce w rankingu singlowym WTA Tour – 280. pozycję, natomiast 22 października 2018 roku osiągnęła najwyższą lokatę w deblu – 20. miejsce.

## Historia występów wielkoszlemowych
Legenda
     W, wygrany turniej
      F, przegrana w finale
      SF, przegrana w półfinale
      QF, przegrana w ćwierćfinale
     xR, przegrana w x rundzie
     A, brak startu
     NH, turniej nie odbył się

### Występy w grze pojedynczej
Makoto Ninomiya nigdy nie startowała w rozgrywkach gry pojedynczej podczas turniejów wielkoszlemowych.
| Sezon                  | 2011 | 2012 | 2013 | 2014 | 2015 | 2016 | 2017 | 2018 | 2019 | 2020 | 2021 | 2022 | 2023 | 2024 |
| ---------------------- | ---- | ---- | ---- | ---- | ---- | ---- | ---- | ---- | ---- | ---- | ---- | ---- | ---- | ---- |
| Ranking na koniec roku | 1061 | 359  | 632  | 589  | 310  | 394  | 507  | 695  | –    | 883  | 772  | 1070 | –    | 1094 |

### Występy w grze podwójnej
| Australian Open        | A | A   | A   | A   | A   | 1R | 1R | 1R | 1R | 2R | 1R | 2R | 2R | 2R | 2R | 0 / 10 | 5 – 10  |  |  |  |  |  |  |  |  |  |  |
| French Open            | A | A   | A   | A   | A   | A  | A  | F  | 1R | 1R | 2R | 1R | 1R | 2R | 2R | 0 / 8  | 8 – 8   |  |  |  |  |  |  |  |  |  |  |
| Wimbledon              | A | A   | A   | A   | A   | 2R | SF | 1R | 2R | NH | 2R | A  | 1R | 1R | 1R | 0 / 7  | 7 – 7   |  |  |  |  |  |  |  |  |  |  |
| US Open                | A | A   | A   | A   | A   | 1R | 1R | 1R | 1R | 1R | 1R | 1R | 1R | 2R |    | 0 / 9  | 1 – 9   |  |  |  |  |  |  |  |  |  |  |
|                        |   |     |     |     |     |    |    |    |    |    |    |    |    |    |    |        |         |  |  |  |  |  |  |  |  |  |  |
| Ranking na koniec roku | – | 195 | 226 | 187 | 100 | 62 | 46 | 20 | 64 | 66 | 47 | 39 | 49 | 53 |    | 0 / 34 | 20 – 34 |  |  |  |  |  |  |  |  |  |  |

### Występy w grze mieszanej
| Australian Open | A | A | A | A | A | A | A  | A  | 1R | A  | A | QF | 2R | A | A | 0 / 3 | 3 – 3 |  |  |  |  |  |  |  |  |  |  |
| French Open     | A | A | A | A | A | A | A  | 1R | 1R | NH | A | A  | A  | A | A | 0 / 2 | 0 – 2 |  |  |  |  |  |  |  |  |  |  |
| Wimbledon       | A | A | A | A | A | A | 2R | 1R | 2R | NH | A | A  | A  | A | A | 0 / 3 | 1 – 3 |  |  |  |  |  |  |  |  |  |  |
| US Open         | A | A | A | A | A | A | A  | 1R | A  | NH | A | A  | A  | A |   | 0 / 1 | 0 – 1 |  |  |  |  |  |  |  |  |  |  |
|                 |   |   |   |   |   |   |    |    |    |    |   |    |    |   |   |       |       |  |  |  |  |  |  |  |  |  |  |
|                 |   |   |   |   |   |   |    |    |    |    |   |    |    |   |   | 0 / 9 | 4 – 9 |  |  |  |  |  |  |  |  |  |  |

## Finały turniejów WTA
| Legenda                     | Legenda |
| --------------------------- | ------- |
| Wielki Szlem                |         |
| Igrzyska olimpijskie        |         |
| WTA Tour Championships      |         |
| 2009 – 2020                 |         |
| WTA Premier Mandatory       |         |
| WTA Premier 5               |         |
| WTA Premier                 |         |
| WTA International Series    |         |
| WTA 125K series (2012–2020) |         |
| od 2021                     |         |
| WTA 1000 (obowiązkowe)      |         |
| WTA 1000 (nieobowiązkowe)   |         |
| WTA 500                     |         |
| WTA 250                     |         |
| WTA 125                     |         |

### Gra podwójna 20 (9–11)
| Końcowy wynik | Nr  | Data                 | Turniej                  | Nawierzchnia  | Partnerka        | Przeciwniczki                              | Wynik finału       |
| ------------- | --- | -------------------- | ------------------------ | ------------- | ---------------- | ------------------------------------------ | ------------------ |
| Finalistka    | 1.  | 7 sierpnia 2016      | Nanchang                 | Twarda        | Shūko Aoyama     | Liang Chen Lu Jingjing                     | 6:3, 6:7(2), 11–13 |
| Zwyciężczyni  | 1.  | 17 września 2016     | Tokio                    | Twarda        | Shūko Aoyama     | Jocelyn Rae Anna Smith                     | 6:3, 6:3           |
| Finalistka    | 2.  | 5 marca 2017         | Kuala Lumpur             | Twarda        | Nicole Melichar  | Ashleigh Barty Casey Dellacqua             | 6:7(5), 3:6        |
| Finalistka    | 3.  | 13 stycznia 2018     | Hobart                   | Twarda        | Ludmyła Kiczenok | Elise Mertens Demi Schuurs                 | 2:6, 2:6           |
| Finalistka    | 4.  | 10 czerwca 2018      | French Open              | Ceglana       | Eri Hozumi       | Barbora Krejčíková Kateřina Siniaková      | 3:6, 3:6           |
| Finalistka    | 5.  | 16 września 2018     | Hiroszima                | Twarda        | Miyu Katō        | Eri Hozumi Zhang Shuai                     | 2:6, 4:6           |
| Zwyciężczyni  | 2.  | 22 września 2018     | Tokio                    | Twarda (hala) | Miyu Katō        | Andrea Sestini Hlaváčková Barbora Strýcová | 6:4, 6:4           |
| Finalistka    | 6.  | 25 kwietnia 2021     | Stambuł                  | Ceglana       | Nao Hibino       | Wieronika Kudiermietowa Elise Mertens      | 1:6, 1:6           |
| Finalistka    | 7.  | 29 maja 2021         | Strasburg                | Ceglana       | Yang Zhaoxuan    | Alexa Guarachi Desirae Krawczyk            | 2:6, 3:6           |
| Zwyciężczyni  | 3.  | 13 czerwca 2021      | Nottingham               | Trawiasta     | Ludmyła Kiczenok | Caroline Dolehide Storm Sanders            | 6:4, 6:7(3), 10–8  |
| Finalistka    | 8.  | 28 sierpnia 2021     | Chicago                  | Twarda        | Ludmyła Kiczenok | Nadija Kiczenok Raluca Olaru               | 6:7(6), 7:5, 8–10  |
| Zwyciężczyni  | 4.  | 14 stycznia 2022     | Adelaide                 | Twarda        | Eri Hozumi       | Tereza Martincová Markéta Vondroušová      | 1:6, 7:6(4), 10–7  |
| Zwyciężczyni  | 5.  | 20 maja 2022         | Rabat                    | Ceglana       | Eri Hozumi       | Monica Niculescu Aleksandra Panowa         | 6:7(7), 6:3, 10–8  |
| Zwyciężczyni  | 6.  | 25 czerwca 2022      | Bad Homburg vor der Höhe | Trawiasta     | Eri Hozumi       | Alicja Rosolska Erin Routliffe             | 6:4, 6:7(5), 10–5  |
| Finalistka    | 9.  | 23 września 2023     | Kanton                   | Twarda        | Eri Hozumi       | Guo Hanyu Jiang Xinyu                      | 3:6, 6:7(4)        |
| Finalistka    | 10. | 30 września 2023     | Tokio                    | Twarda        | Eri Hozumi       | Ulrikke Eikeri Ingrid Neel                 | 6:3, 5:7, 5–10     |
| Finalistka    | 11. | 22 października 2023 | Nanchang                 | Twarda        | Eri Hozumi       | Laura Siegemund Wiera Zwonariowa           | 4:6, 2:6           |
| Zwyciężczyni  | 7.  | 3 listopada 2024     | Hong Kong                | Twarda        | Ulrikke Eikeri   | Shūko Aoyama Eri Hozumi                    | 6:4, 4:6, 11-9     |
| Zwyciężczyni  | 8.  | 20 lipca 2025        | Hamburg                  | Ceglana       | Nadija Kiczenok  | Anna Bondár Arantxa Rus                    | 6:4, 3:6, 11–9     |
| Zwyciężczyni  | 9.  | 26 lipca 2025        | Praga                    | Ceglana       | Nadija Kiczenok  | Lucie Havlíčková Laura Samson              | 1:6, 6:4, 10–7     |

## Finały turniejów WTA 125

### Gra podwójna 3 (2–1)
| Końcowy wynik | Nr | Data                | Turniej    | Nawierzchnia | Partnerka    | Przeciwniczki                          | Wynik finału   |
| ------------- | -- | ------------------- | ---------- | ------------ | ------------ | -------------------------------------- | -------------- |
| Zwyciężczyni  | 1. | 8 maja 2022         | Saint-Malo | Ceglana      | Eri Hozumi   | Estelle Cascino Jessika Ponchet        | 7:6(1), 6:1    |
| Finalistka    | 1. | 6 października 2024 | Hongkong   | Twarda       | Nao Hibino   | Monica Niculescu Elena-Gabriela Ruse   | 3:6, 7:5, 5–10 |
| Zwyciężczyni  | 2. | 3 maja 2025         | Saint-Malo | Ceglana      | Maia Lumsden | Oksana Kalasznikowa Angelica Moratelli | 7:5, 6:2       |

## Wygrane turnieje rangi ITF
| turnieje z pulą nagród 100 000 $ |
| turnieje z pulą nagród 75 000 $  |
| turnieje z pulą nagród 50 000 $  |
| turnieje z pulą nagród 25 000 $  |
| turnieje z pulą nagród 15 000 $  |
| turnieje z pulą nagród 10 000 $  |

### Gra pojedyncza
|    | Data       | Turniej  | Naw.      | Przeciwniczka | Wynik            |
| 1. | 18/03/2012 | Miyazaki | Trawiasta | Yumi Miyazaki | 6:0, 6:7(5), 6:0 |